# Tod Browning
Charles Albert Browning, Jr., cunoscut ca Tod Browning (n. 12 iulie 1880, Kentucky, SUA – d. 6 octombrie 1962, Santa Monica, California, SUA), a fost un regizor de film american, scenarist și interpret de vodevil. 
A regizat macabrul film Cei trei diavoli (The Unholy Three, 1925). Dracula (1931) și Monștrii (Freaks, 1932) l-au consacrat ca regizor de filme de groază și grotești.

## Filmografie
Ca regizor
- Miracles for Sale (1939)
- The Devil-Doll (1936)
- Mark of the Vampire (1935)
- Fast Workers (1933)
- Freaks (1932)
- Iron Man (1931)
- Dracula (1931)
- Outside the Law (1930)
- The Thirteenth Chair (1929)
- Where East Is East (1929)
- West of Zanzibar (1928)
- The Big City (1928)
- London After Midnight (1927)
- The Unknown (1927)
- The Show (1927)
- The Road to Mandalay (1926)
- The Blackbird (1926)
- Dollar Down (1925)
- The Mystic (1925)
- The Unholy Three (1925)
- Silk Stocking Sal (1924)
- The Dangerous Flirt (1924)
- White Tiger (1923)
- The Day of Faith (1923)
- Drifting (1923)
- Under Two Flags (1922)
- Man Under Cover (1922)
- The Wise Kid (1922)
- No Woman Knows (1921)
- Outside the Law (1920)
- The Virgin of Stamboul (1920)
- Bonnie Bonnie Lassie (1919)
- The Petal on the Current (1919)
- The Unpainted Woman (1919)
- The Exquisite Thief (1919)
- The Wicked Darling (1919)
- Set Free (1918)
- The Brazen Beauty (1918)
- The Deciding Kiss (1918)
- Which Woman? (1918)
- Revenge (1918)
- The Eyes of Mystery (1918)
- The Legion of Death (1918)
- The Jury of Fate (1917)
- Peggy, the Will O' the Wisp (1917)
- Hands Up! (1917)
- A Love Sublime (1917)
- Jim Bludso (1917)
- Puppets (1916)
- Everybody's Doing It (1916)
- The Fatal Glass of Beer (1916)
- Little Marie (1915)
- The Woman from Warren's (1915)
- The Burned Hand (1915)
- The Living Death (1915)
- The Electric Alarm (1915)
- The Spell of the Poppy (1915)
- The Story of a Story (1915)
- The Highbinders (1915)
- An Image of the Past (1915)
- The Slave Girl (1915)
- The Lucky Transfer (1915)

## Legături externe
- Opere de sau despre Tod Browning la Internet Archive
- Tod Browning la Internet Movie Database
- Tod Browning bibliography via UC Berkeley Media Resources Center
- Tod Browning la Allmovie
- Tod Browning la Find a Grave
- Tod Browning at Virtual History